# Guy Loran
Guy Loran, né à Vallorbe le 14 novembre 1921 et mort à Aigle le 4 juin 2003, est un écrivain, scénariste et metteur en scène vaudois.

## Biographie
Bourgeois de Vaulion, Guy Loran (Roland Guignard de son vrai nom) est écrivain et metteur en scène auteur de plusieurs ouvrages et d'une centaine de billets écrits dans la Nouvelle revue de Lausanne ainsi que dans la Revue du Guillon. 
Comédien dévoué à la collectivité, Guy Loran préside le Conseil communal de Vallorbe puis celui d'Aigle où depuis il s'est installé. De 1966 à 1978, Guy Loran siège au Grand Conseil. Aiglon d'adoption, le metteur en scène laisse derrière lui une vingtaine de spectacles, réunissant entre 100 et 300 exécutants. En 1998 a lieu dans le décor naturel du village de Vers-l'Église et des Diablerets une chronique théâtrale en plein air -  Résistance aux Ormonts de 1798. Enfin le dernier en date, Les légendes de la Grande-Eau, joué durant l'été 2000, réunit 40 acteurs et 160 chanteurs au Sépey.

## Sources
- « Guy Loran », sur la base de données des personnalités vaudoises sur la plateforme « Patrinum » de la Bibliothèque cantonale et universitaire de Lausanne.
- 24 Heures, 2003/06/07, p. 31